# Aarhus Studenter Roklub
Aarhus Studenter Roklub – i daglig tale ASR, er en roklub som har til huse på Århus Havn, og ror til daglig på Århus Bugt og Brabrand Sø. Klubben har ca. 250 medlemmer, heraf er halvdelen studerende.